# Zoo de Taronga
 (janvier 2024).
 (avril 2019).
Si vous disposez d'ouvrages ou d'articles de référence ou si vous connaissez des sites web de qualité traitant du thème abordé ici, merci de compléter l'article en donnant les références utiles à sa vérifiabilité et en les liant à la section « Notes et références ».

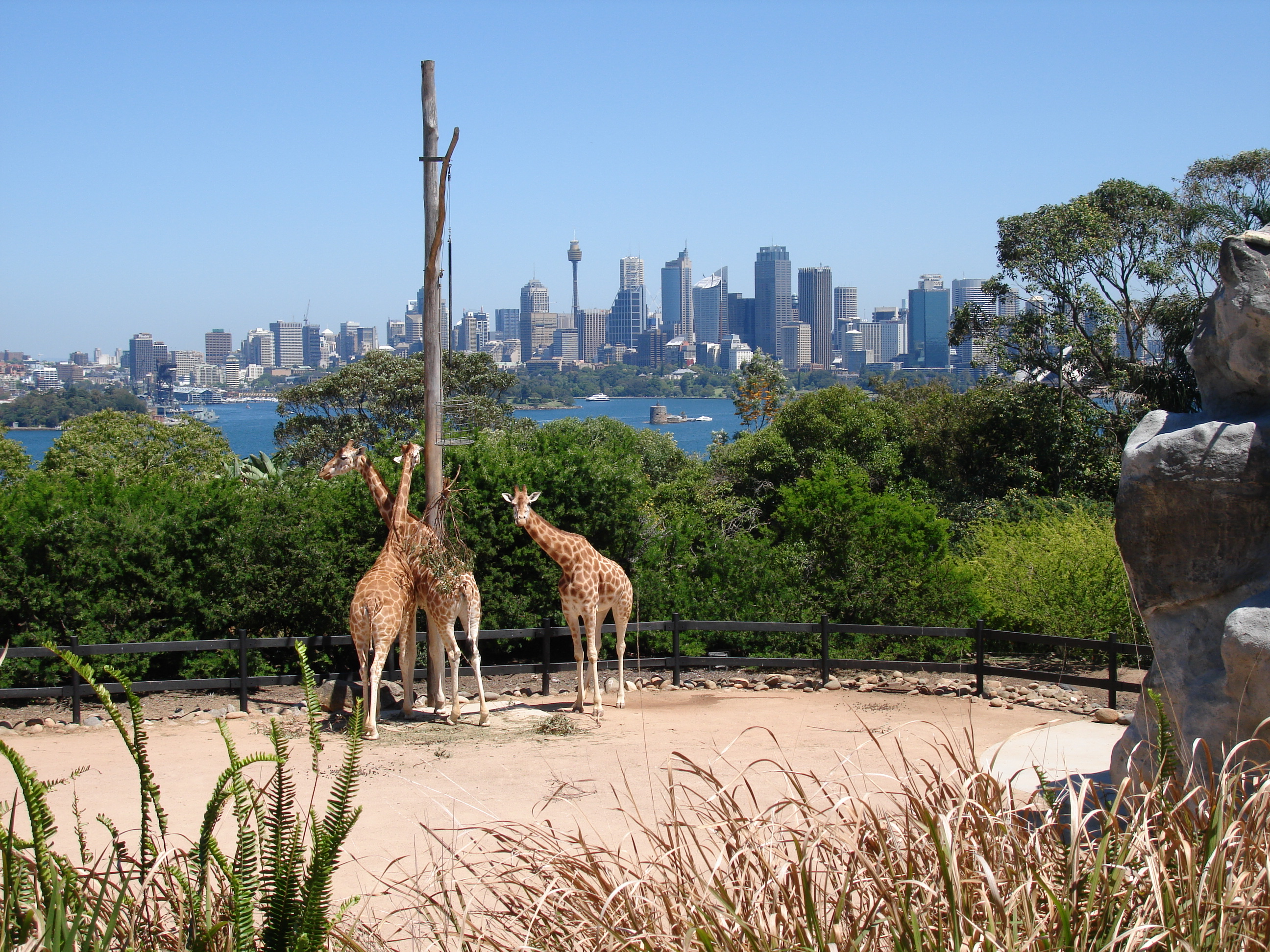
Girafes au Zoo de Taronga et skyline de Sydney en arrière-plan.

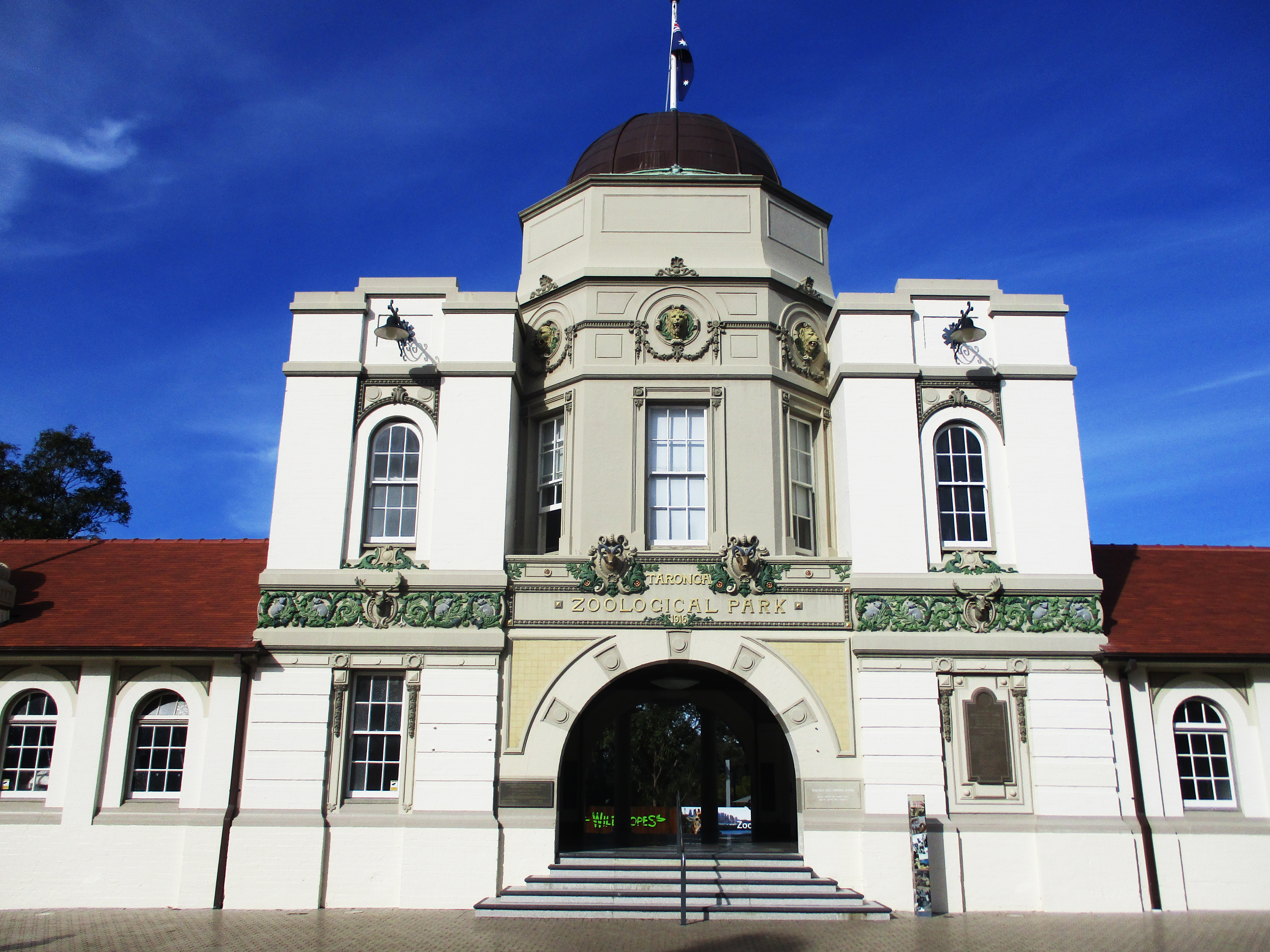
Entrée du Zoo de Taronga.

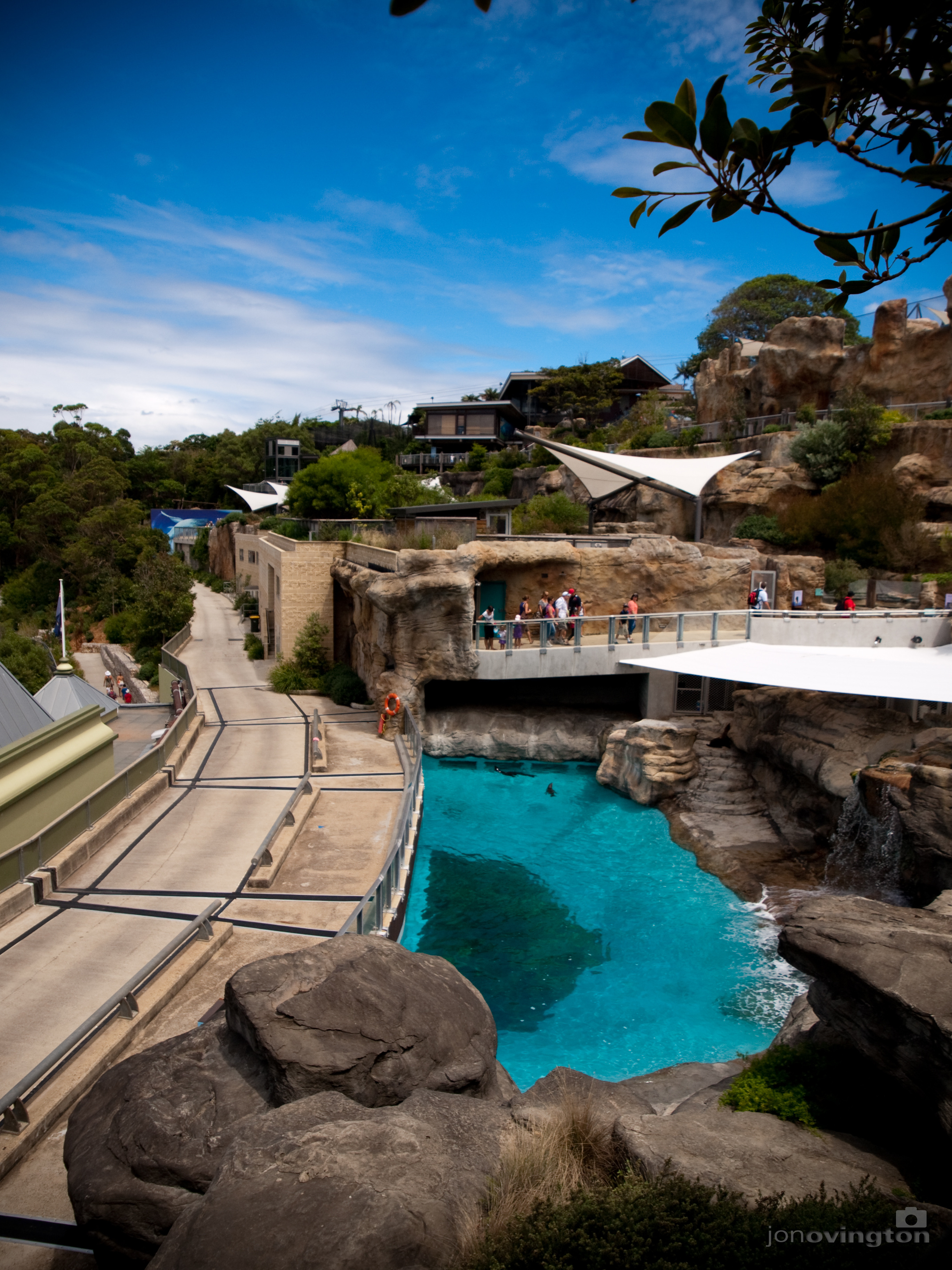
Bassin des phoques.

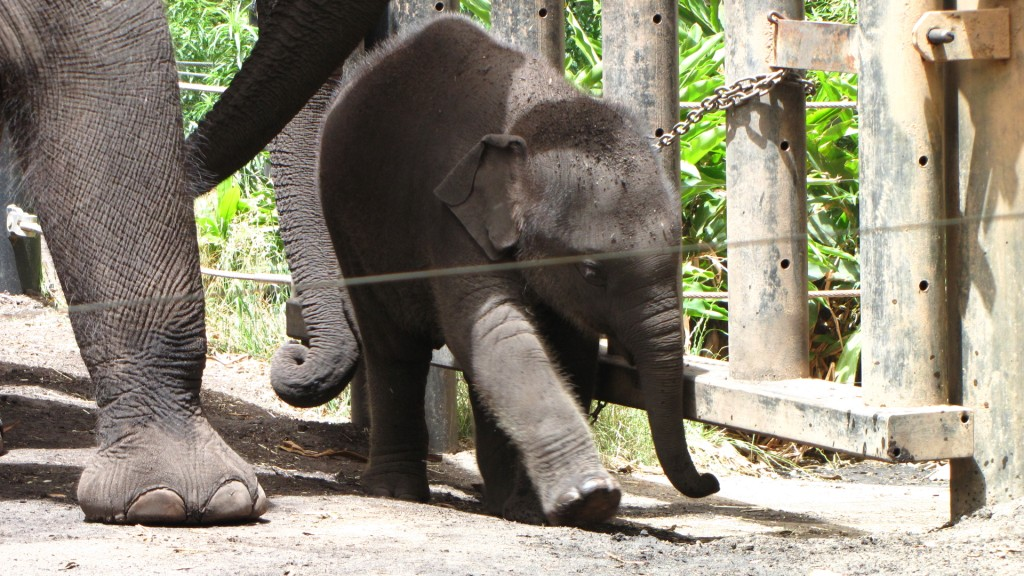
L'éléphanteau Luk Chai âgé de 5 mois.

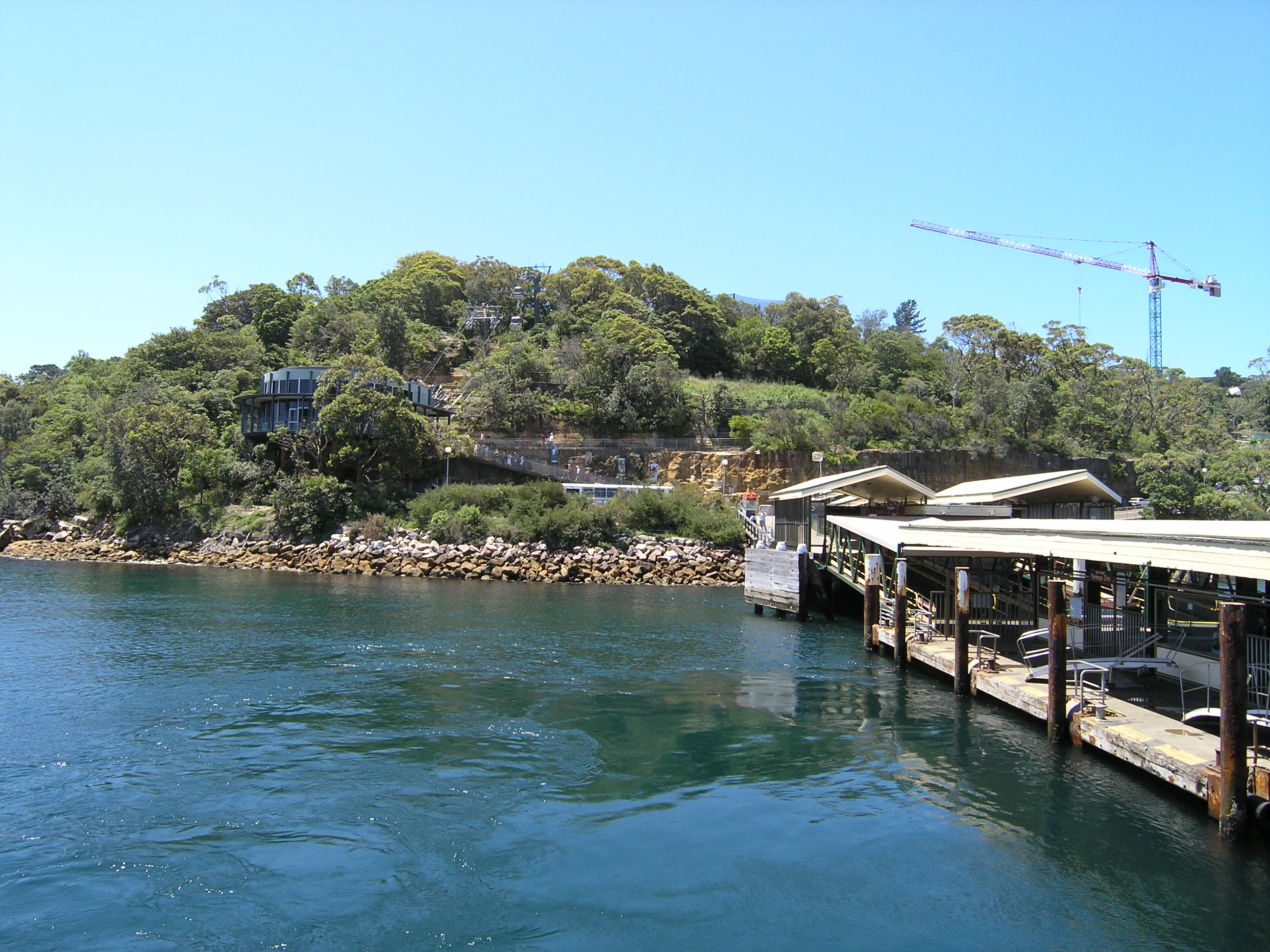
Quai d'accostage des ferrys du Zoo de Taronga.

Le Zoo de Taronga est un parc zoologique australien situé en Nouvelle-Galles du Sud, dans la ville de Sydney.
Officiellement inauguré le 7 octobre 1916, il est situé sur les rives du port de Sydney dans le faubourg de Mosman. Le zoo est géré par la Zoological Parks Board de la Nouvelle-Galles du Sud sous le nom commercial Taronga Conservation Society et gère aussi le Western Plains Taronga Zoo de Dubbo. 
Il est divisé en huit régions géographiques et abrite plus de 2 600 animaux sur 75 hectares, ce qui en fait l'un des plus importants de son genre.
Il s'agit du deuxième parc où se sont reproduits des ornithorynques.
Il héberge le siège de l'Association des zoos et aquariums d'Océanie (ZAA).

## Animaux présentés

### Marais australiens
| - Jabiru d'Asie - Cormoran pie - Grue brolga | - Pélican à lunettes - Spatule royale - Canard à sourcils | - Sarcelle rousse - Érismature australe - Canard à crinière | - Tadorne d'Australie - Dendrocygne d'Eyton - Dendrocygne à lunules | - Cygne noir - Céréopse cendrée - Canaroie semipalmé |

### Désert australien
| - Kangourou roux | - Wallaby bicolore | - Wallaby agile | - Wallaby de Bennett | - Émeu d'Australie |

### Rencontre avec les koalas
| - Koala | - Échidné à nez court | - Quokka |

### La maison de l'ornithorynque
| - Ornithorynque | - Wombat | - Rakali | - Notomys alexis |

### Vie nocturne australienne
| - Chat marsupial à queue tachetée - Phascogale à queue rousse - Bilbi - Péramèle nason | - Potoroo à long nez - Rat-kangourou à queue touffue - Possum à queue en anneau - Phalanger de Norfolk | - Petaurus australis - Acrobate pygmée - Rat architecte - Rat arboricole à pattes noires | - Rat des plaines - Souris sauteuse - Chauve-souris fantôme - Podarge gris | - Gecko géant de Nouvelle-Calédonie |

### Oiseaux de la forêt humide
| - Loriquet à tête bleue - Loriquet musqué - Grand Éclectus - Perruche royale - Perruche de Pennant | - Psittacule double-œil - Paradisier festonné - Colombine wonga - Carpophage à double huppe - Ptilope superbe | - Colombine turvert - Phasianelle brune - Pigeon leucomèle - Diamant à cinq couleurs - Diamant de Kittlitz | - Râle tiklin - Turnix à poitrine noire - Jardinier prince-régent - Psophode à tête noire - Brève versicolore | - Monarque à face noire - Coucou koel |

### Oiseaux du bush australien
| - Caille peinte de Chine - Turnix bariolé - Anserelle élégante - Marouette grise - Vanneau tricolore - Pluvier fauve - Échasse blanche - Martin-chasseur géant - Martin-chasseur sacré - Martin-chasseur forestier | - Guêpier arc-en-ciel - Coucal faisan - Cacatoès de Latham - Lori à bandeau rouge - Lori à masque rouge - Perruche turquoisine - Perruche de Latham - Ptilope superbe - Ptilope à diadème - Colombine wonga | - Carpophage à double huppe - Colombine turvert - Géopélie à nuque rousse - Géopélie placide - Colombine élégante - Colombine longup - Brève versicolore - Méliphage à bec grêle - Polochion criard - Méliphage à oreillons bleus | - Méliphage de Nouvelle-Hollande - Méliphage lancéolé - Epthianure tricolore - Mérion de Lambert - Miro à poitrine jaune - Miro à capuchon - Pitohui gris - Échenilleur à masque noir - Zostérops à dos gris | - Rousserolle stentor - Psophode à tête noire - Diamant à gouttelettes - Diamant à cinq couleurs - Diamant modeste - Diamant de Bichenov - Capucin donacole - Jardinier satiné - Jardinier prince-régent - Langrayen bridé |

### Animaux du parc national Wollemi
| - Ornithorynque - Échidné à nez court - Petrogale penicillata - Grèbe australasien - Fuligule austral - Vanneau soldat - Œdicnème bridé - Cormoran pie | - Martin-chasseur géant - Martin-chasseur sacré - Cacatoès funèbre - Cacatoès à tête rouge - Loriquet vert - Perruche omnicolore - Perruche de Barraband - Perruche à croupion rouge | - Ptilope à diadème - Colombine wonga - Colombine élégante - Rolle oriental - Sphécothère figuier - Brève versicolore - Ménure superbe - Échenilleur à masque noir | - Pomatostome bridé - Jardinier satiné - Jardinier prince-régent - Méliphage lancéolé - Méliphage régent - Diamant à gouttelettes - Dragon d'eau australien - Lézard à langue bleue de l'est | - Scinque de Cunningham - Scinque aquatique de l'est - Gecko du sud - Tortue à long cou de l'est |